# إيفاييلو بيتيف
ايفاييلو بيتيف (بالبلغارية: Ивайло Петев)‏ (9 يوليو 1975 بلوفتش في بلغاريا - ) هو مدرب كرة قدم ولاعب كرة قدم بلغاري في مركز الوسط. لعب مع نادي تشيرنو مور فارنا ونادي سبارتاك فارنا ونادي ليتكس لوفتش وFC Dunav Ruse ‏ وإتار 1924 فيليكو ترنوفو ‏ وماريك دوبنيتسا ‏ ورودوبة سموليان ‏ وFC Lyubimets ‏ وTrikala F.C. ‏.

## وصلات خارجية
- إيفاييلو بيتيف على موقع الاتحاد الأوربي (الإنجليزية)
- إيفاييلو بيتيف على موقع قاعدة بيانات كرة القدم.إي يو (الإنجليزية)
- إيفاييلو بيتيف على موقع Soccerway.com (الإنجليزية)